# K. Pattabhi Jois
K. Pattabhi Jois (Kowshika, 26 luglio 1915 – Mysore, 18 maggio 2009) è stato un insegnante di yoga indiano.
Sviluppò e diffuse lo stile vinyāsa dello yoga, noto come Ashtanga Yoga. Nel 1948 fondò l'Ashtanga Yoga Research Institute a Mysore, in India.

## Biografia

### L'infanzia
Krishna Pattabhi Jois nacque il 26 luglio 1915 nel villaggio di Kowshika, vicino a Hassan, nel Karnataka, India del sud. Il padre di Jois fu un astrologo, sacerdote e proprietario terriero. Dall'età di cinque anni, Jois ricevette una formazione sul sanscrito e sui rituali da suo padre, secondo la norma dei bramini.

### L'educazione
All'età di 12 anni Jois assistette a una conferenza e una dimostrazione di Tirumalai Krishnamacharya nella Sala del Giubileo a Hassan, e divenne suo studente il giorno successivo. Rimase a Kowshika per due anni e si esercitò con Krishnamacharya ogni giorno.
Nel 1930 Jois si trasferì a Mysore per approfondire gli studi di sanscrito. Nello stesso periodo Krishnamacharya lasciò Hassan per insegnare altrove. Due anni dopo, Jois si riunì con Krishnamacharya, che si era anch'egli recato a Mysore. Durante questo periodo, il Maharaja di Mysore, Krishna Rajendra Wodeyar, si era ammalato gravemente; secondo alcune testimonianze, Krishnamacharya lo guarì attraverso lo yoga. Il Maharaja divenne il patrono di Krishnamacharya e stabilì una sala da yoga per lui nel Palazzo Jaganmohan. Jois assisteva occasionalmente Krishnamacharya in classe e insegnava in sua assenza.
Jois studiò con Krishnamacharya a Mysore dal 1932 al 1953. Studiò testi come lo Yoga Sūtra di Patañjali, l'Haṭha Yoga Pradīpikā, lo Yoga Yajñavalkya e le Upaniṣad
Una componente importante dell'Ashtanga Yoga, assente dai primi insegnamenti di Krishnamacharya, fu Surya Namaskar, il saluto al sole, che, sebbene esistesse, era considerato più un esercizio fisico che una parte integrante della routine dello yoga.

### La carriera
Il Maharaja di Mysore a volte frequentava le lezioni quando Jois collaborava con il maestro, e offrì a Jois una posizione di insegnamento presso il collegio sanscrito di Mysore con uno stipendio, una borsa di studio e vitto e alloggio. Jois ricoprì la posizione di insegnante di yoga col titolo di Vidvan presso il collegio sanscrito dal 1937 al 1973, diventando professore nel 1956, oltre ad essere professore onorario di Yoga presso il Government College of Indian Medicine dal 1976 al 1978.
Nel 1948, Jois fondò l'Ashtanga Yoga Research Institute nella sua casa di Lakshmipuram nell'ottica di sperimentare gli aspetti curativi dello yoga. Persino i medici locali inviarono dei loro pazienti per alcuni trattamenti. Nel 1964 ampliò la parte posteriore della casa per crearvi una sala yoga. Nel 1964, un belga di nome André Van Lysebeth trascorse due mesi con Jois e divenne il suo primo studente occidentale, impararando la serie primaria e intermedia del sistema Ashtanga Vinyasa Yoga. Non molto tempo dopo, Van Lysebeth scrisse il libro J'apprends le Yoga, che menzionava Jois e includeva il suo indirizzo. Questo attirò gli occidentali a Mysore, a studiare yoga. I primi americani arrivarono presso la sua scuola dopo che Manju, figlio di Jois, fece una dimostrazione di yoga nell'ashram di Swami Gitananda a Pondicherry. Per accogliere il numero crescente di studenti, nel 2002 Jois aprì una nuova scuola a Gokulam. Jois continuò a insegnare all'Ashtanga Yoga Research Institute di Mysore con la sua unica figlia Saraswathi Rangaswamy e suo nipote Sharath per il resto della sua vita.
Tra il 1958 e il 1960 Jois scrisse un libro sull'Ashtanga yoga chiamato Yoga Mala, pubblicato in India nel 1962 da uno dei suoi studenti. La prima traduzione in inglese fu fatta da Eddie Stern, un suo allievo americano.
Nel 1975 Jois rimase per quattro mesi a Encinitas, in California, segnando l'inizio dell'Ashtanga Vinyasa Yoga in America.
Si dice che Parampara sia al centro dell'Ashtanga Yoga di Jois, il passaggio della conoscenza dall'insegnante all'alunno. Gli insegnanti sono certificati attraverso molti anni di pratica quotidiana e lunghi viaggi a Mysore, in India, per diventare "detentori del lignaggio".

### La famiglia
Quando Jois aveva 18 anni, sposò Savitramma, da cui ebbe tre figliː Mañju, Ramesh e Saraswathi. Il figlio di Saraswathi, Sharat, è nato nel 1971 ed è ora co-direttore della scuola di Mysore.
Nel 1948, con l'aiuto dei suoi studenti, Jois acquistò una casa presso Tamil Nadunella, nella parte della città chiamata Lakshmipuram. Secondo Tim Miller, Jois continuò a praticare l'asana fino all'età di 60 anni, quando suo figlio Ramesh si suicidò.

### Abusi sessuali
Nel 2009 il necrologio di The Economist mise in dubbio l'adesione di Jois al principio yogico del brahmacharya, anche detto principio della continenza sessualeː Jois venne accusato da alcuni studenti di aver loro imposto diverse "correzioni". Si diceva che le donne ricevessero "correzioni" diverse rispetto agli uomini. Nel 2010, divenne noto al pubblico che Jois aveva sistematicamente abusato sessualmente di alcuni dei suoi studenti di yoga, sia a Mysore che durante i suoi viaggi, fino alla sua morte nel 2009. Alcuni di questi erano semplici abusi sessuali, altri venivano nascosti sotto le spoglie di "correzioni" e talvolta sotto le spoglie di "accoglienza" e "addio" agli studenti. Il numero delle vittime è sconosciuto, ma diverse donne e uomini hanno descritto le loro esperienze di abuso, con prove video e fotografiche. Alcuni noti insegnanti di Ashtanga Yoga si sono fatti avanti per confermare le accuse.
Nel 2019, R. Sharath Jois ha dichiarato pubblicamente la propria tristezza per la condotta di suo nonno, scusandosi con gli studenti interessati e incoraggiandoli a perdonare K. Pattabhi Jois.
Il necrologio in The Economist mise in dubbio l'adesione di Jois al principio yogico di ahimsa o non violenza, scrivendo che un buon numero di studenti di Jois sembrava costantemente zoppicare e avere le ginocchia o le spalle ferite dopo aver ricevuto le sue "correzioni". Le correzioni di Jois sono state descritte come travolgenti, in grado di produrre paura ed estremo disagio negli studenti, i quali venivano spinti oltre la loro zona di benessere fisico e psicologico.